# Viktoria Motritchko
Viktoria Motritchko (en ukrainien : Вікто́рія Лео́нтіївна Мотрічко), née le 10 mars 1989 à Odessa, est une joueuse de dames ukrainienne.
Grand maître international (GMIF), elle est devenue championne du monde au jeu de dames international en parties lentes en 2023 à Willemstad (Curaçao), après l'avoir été en parties blitz en 2022. Elle a aussi été championne d'Europe en parties rapides en 2014.
Au jeu sur 64 cases, Viktoria Motritchko devient à seize ans Grand maître international. Huit fois championne d'Europe dans sa classe d'âge, de 2001 à 2008, elle devient à dix-huit ans championne du monde sénior de dames brésiliennes en parties lentes.
Elle a également remporté le World Mind Sports Games 2008 aux dames russes.